# Lya Franca
Lya Franca, nome d'arte di Livia Caterina Petra Penso (Trieste, 1912 – Roma, 23 luglio 1988), è stata un'attrice italiana.
A volte è stata accreditata come Lia Franca e su molti giornali è apparsa con il nome di battesimo Livia.

## Biografia
Triestina, viene ritenuta "emblematica e rappresentativa di un'era del cinema in cui lo star-system italiano ricalcava stili e modi del divismo d'oltreoceano".
Battezzata nella Chiesa di Sant'Antonio Nuovo come Livia Caterina Petra Penso, ha solo quattordici anni nel 1926, quando la sua concittadina Marcella Battellini vince il concorso indetto dalla Fox Film Corporation, che ricerca nuovi volti da lanciare nel cinema hollywoodiano per riempire il vuoto lasciato dalla scomparsa di Rodolfo Valentino. I vincitori scelti tra i circa quarantamila uomini e trentamila donne partecipanti sono Alberto Rabagliati tra gli uomini e Marcella Battellini tra le donne, e la notizia che una ragazza di Trieste possa affermarsi nel cinema dà il via ad una serie di concorsi, di cui il primo è Miss Trieste nel 1927, con migliaia di partecipanti, vinto da Argelia Lazardi, Ermy Metlica e Livia Penso. In merito al concorso viene girato anche un cortometraggio, Il trionfo di Venere, proiettato dal 20 al 23 maggio 1927 al Cinema del Corso di Trieste. Si trasferisce poi a Torino, dove cerca di lavorare per la Società Anonima Stefano Pittaluga senza riuscirci, ed infine si trasferisce a Roma.

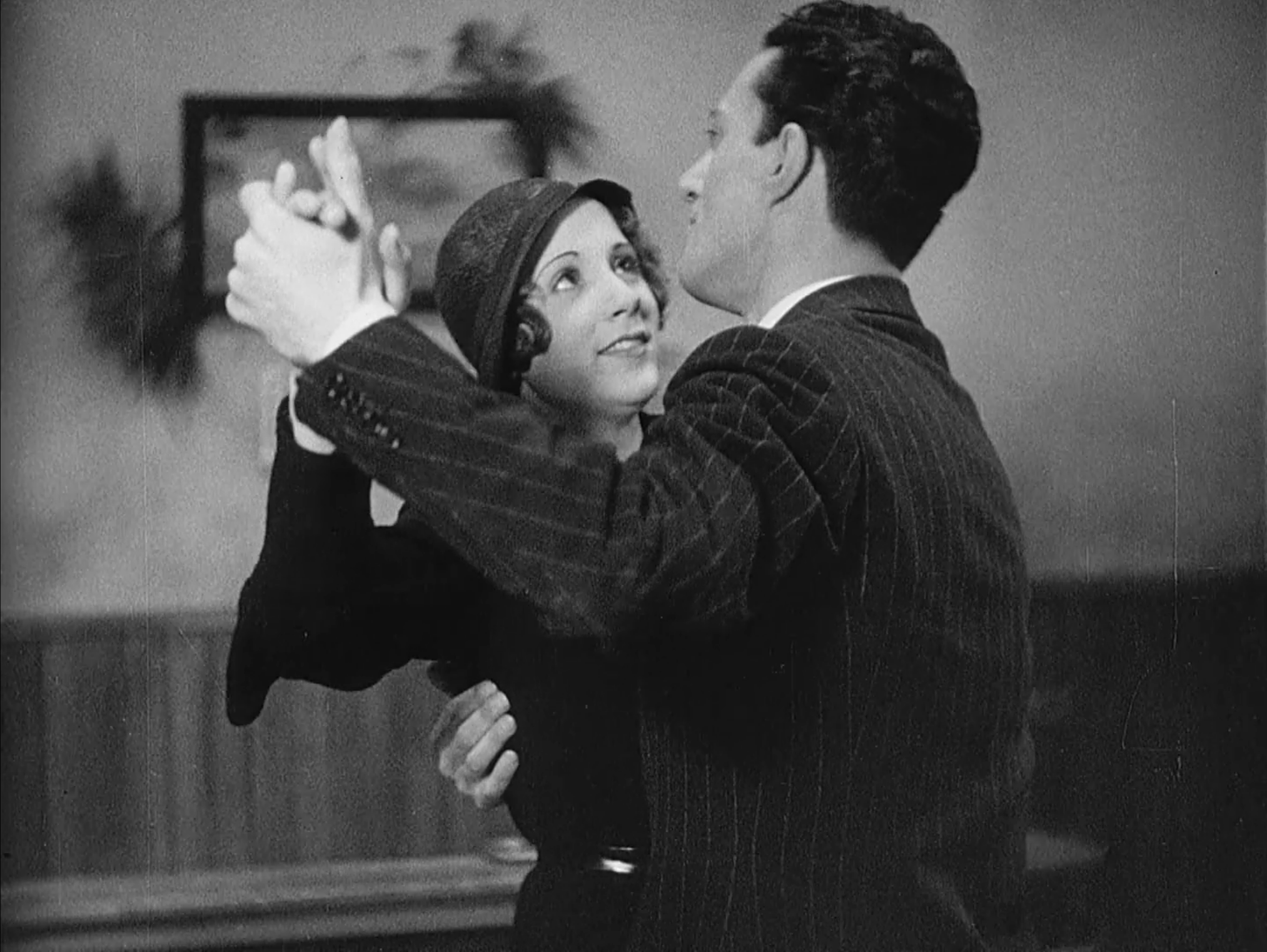
Lya Franca in Gli uomini, che mascalzoni... (1932) mentre De Sica canta Parlami d'amore Mariù ballando con lei

Ha debuttato nel 1930 con il cortometraggio Arietta antica, ed ha poi recitato in Resurrectio di Alessandro Blasetti,,. Ma il ruolo per cui viene principalmente ricordata è quello di Mariuccia nel film Gli uomini, che mascalzoni... del 1932 di Mario Camerini, dove un giovane Vittorio De Sica le dedica la celebre canzone Parlami d'amore Mariù. In questo periodo conosce e poco tempo dopo sposa il regista Mario Sequi, abbandonando per sempre il cinema senza più dar notizie di sé.
Maurizio Radacich le ha dedicato nel 2011 il volume Parlami d'amore Mariù. Lia Franca una stella triestina nel firmamento italiano. Il 17 settembre 2012 il Festival Internazionale Mille Occhi le ha dedicato una serata.

## Filmografia
- Arietta antica, regia di Mario Almirante (1930)
- Corte d'Assise, regia di Guido Brignone (1931)
- Resurrectio, regia di Alessandro Blasetti (1931)
- Stella del cinema, regia di Mario Almirante (1931)
- Gli uomini, che mascalzoni..., regia di Mario Camerini (1932)